# Pulau Baru (Batang Masumai)
Pulau Baru is een bestuurslaag in het regentschap Merangin van de provincie Jambi, Indonesië. Pulau Baru telt 1072 inwoners (volkstelling 2010).